# Velika Lahinja
Velika Lahinja je naselje u slovenskoj Općini Črnomelju. Velika Lahinja se nalazi u pokrajini Dolenjskoj i statističkoj regiji Jugoistočnoj Sloveniji. 

## Stanovništvo
Prema popisu stanovništva iz 2002. godine naselje je imalo 54 stanovnika.